# Ric Berger
Pour les articles homonymes, voir Berger (homonymie).
Richard Berger, né le 16 août 1894 à Yens et mort le 4 août 1984 à Morges est un professeur de dessin, de décoration et d'histoire de l'art suisse, défenseur d'une langue internationale neutre.

## Biographie et travaux
Instituteur breveté en 1913, il enseigne pendant quinze ans à Corcelles-près-Payerne. 
Titulaire d'un brevet pour l'enseignement du dessin technique, il suit des cours à Fribourg et à Neuchâtel avant d'obtenir un diplôme de maître de dessin artistique et décoratif, et d'histoire de l'art de l'école des beaux-arts de Lausanne. Il s'établit alors à Morges et commence à publier, en parallèle avec son activité d'enseignant.

## Dessin et histoire de l'art
Ric Berger est l'auteur de nombreux ouvrages didactiques, tout d'abord liés à l'apprentissage du dessin puis, au fil des années, sur le patrimoine archéologique et historique du canton de Vaud. 
Principalement dans les années 1950, il publie dans la presse quotidienne de nombreux articles agrémentés par ses propres dessins, décrivant pour l'essentiel des monuments historiques du Canton de Vaud, mais aussi de Romandie et d'ailleurs. Très populaires et repris en volume dans les années 1970, ces articles ont permis de sensibiliser plusieurs générations à la préservation de ce patrimoine.
En 1960, il gagne un concours pour la réalisation d'un guide sur les Châteaux de la Suisse dans lequel il répertorie plus de 500 monuments qu'il visite un par un.
Ses recherches ont en outre fourni l'occasion de découvertes intéressantes, notamment celle d'un dessin représentant la ville d'Orbe avant la réforme religieuse de 1536. Cependant, ses nombreuses publications patrimoniales, maintes fois rééditées, exigent de la part du lecteur une distance critique, puisqu’il ne travaillait jamais sur sources de première main et que le caractère journalistique de ses travaux impliquait des simplifications et raccourcis parfois sujets à caution.

## Interlingua
Après avoir milité pour l'espéranto, il se rallie à l'ido puis à l'occidental créé par Edgar de Wahl en 1922. Il pousse au changement de nom faisant de l'occidental l'interlingue. Il découvre la linogravure dès le début de sa carrière et progressivement utilise cette technique dans des domaines tels que l'héraldique et l'histoire.
Dès le lancement de l'interlingua en 1951 il se rallie à la nouvelle langue qu'il défend jusqu'à sa mort. 
De janvier 1959 à décembre 1963, il est secrétaire général de l'UMI (Union Mundial pro Interlingua) en même temps que le rédacteur du magazine Currero. Dès 1970, il se lance dans une carrière d'imprimeur. Il fonde la maison d'édition Interlingua à Morges et se lance dans l'impression offset. De 1966 à 1983 il fait paraître la Revista de Interlingua (qui disparait après sa mort), ainsi qu'une collection et une encyclopédie (respectivement de 14 et 40 volumes) en interlingua.

## Publications (liste partielle)
- Didactique du dessin, Lausanne, Payot, 1934
- Le Dessin libre, Lausanne, Payot, 1936
- Manuel d'écriture courante et ornementale, Lausanne, Payot, 1937
- Li derivation in li lingue international, Cosmoglotta, 1937
- Li ver historie del lingue international, Cosmoglotta, 1937
- Ortografic decisiones del Francés Academie, Cosmoglotta XVII, 1938
- Strucne dejiny pisma, Prague, Edice Vytvyrne Vychovy
- La Réforme de l'enseignement du dessin, Lausanne, Payot, 1937Traduit en allemand, anglais, espagnol et hollandais en 1938
- Les Habitudes visuelles et manuelles des enfants, Paris, VIII Congrès international de l'enseignement du dessin, 1937
- La gravure sur linoléum, Lausanne, Spes, 1937
- Le croquis rapide, Lausanne, Spes, 19382 tomes
- Les Armoiries communales du district de Morges, Morges, Journal de Morges
- Les Armoiries communales du district de Cossonay, Morges, Journal de Morges
- Les Armoiries communales du district d'Aubonne, Aubonne, Eberhard
- Les Armoiries communales du district de Payerne, Payerne, Journal de Payerne
- Monuments historiques vaudois, promenades dans nos vieilles pierres, Lausanne, Spes, 1942
- Les Châteaux de la Suisse, Avanti club, 1960Réédité par Cabédita le 16 août 1994
- La contrée de Morges et ses monuments historiques, 1957Réédité par Cabédita en 1988
- La contrée de Rolle et ses monuments historiques, Rolle, Librairie de la Côte, 1967
- Le problema de un lingua international, Morges, Interlingua, 1971
- Pourquoi l'interlingua?, Morges, Interlingua, 1971
- Esperanto au, Morges, Interlingua, 1972
- D'une rive à l'autre, ou les ponts de la Suisse, André Eisele, 1975
- Autour du Léman, Morges, Interlingua, 1977

### Collectionpro Interlingua
Collection composée de 12 volumes A4, chacun de 100 à 150 pages illustrées, publiés chez Interlingua entre 1971 et 1978 :
| - C1 : Anthologia de Interlingua - C2 : Le arte in Interlingua - C3 : Lecturas illustrate in Interlingua - C4 : Pourqui Interlingua? - C5 : Le problemas del lingua international - C6 : Esperanto o Interlingua? | - C7 : Historia del lingua international I - C8 : Historia del lingua international II - C9 : Interlingua, die Weltsprache - C10 : Interlingua, the international language - C11 : Le solution final del interlinguistica - C12 : Le arte del antequitate |

### Encyclopédie:Encyclopedia de Interlingua
Encyclopédie en 40 volumes, chacun de 30 à 40 pages, publiés par Interlingua entre les années 1960 et 1980 :
| - E1 : Le animales - aves - E2 : Animales diverse - E3 : Mammiferos - E4 : Le botanica - E5 : Le arte arabe - E6 : Le arte in le ancian Egypto - E7 : Le arte de Grecia - E8 : Le arte del Imperio roman - E9 : Le artes decorative - E10 : Le arte de Nederland - E11 : Religion e arte - E12 : Castellos de Francia - E13 : Espania - E14 : Geographia - Italia - E15 : Caricaturas - E16 : Mores - E17 : Le historia - E18 : es exhaurite - E19 : Historia de Esperanto | - E20 : Historia de Occidental o Interlingue - E21 : Historia e teoria de IDO - E22 : Esperanto o Interlingua - E23 : Musica - E24 : Sagessa del nationes: Maximas, proverbios, aphorismos - E25 : Le sculptura - E26 : Vocabulario de Interlingua - E27 : Picturas celebre - E28 : Ecclesias de Francia - E29 : Le mythologia - E30 : Le arbores - E31 : Autores celebre - E32 : Le dansa trans le seculos - E33 : Le expression de sentimentos - E34 : Japon - E35 : Navigation - E36 : Monumentos de Swissia - E37 : Artes - le portrait - E38 : Legendas de omne paises, E39 Litteratura - contos e novellas - E40 : Litteratura |